# Capriccio sinfonico
Il Capriccio sinfonico fu l'ultima composizione scritta da Giacomo Puccini a conclusione del percorso di studi intrapreso presso il Regio Conservatorio di Milano, nel giugno-luglio 1883.

## Storia
Il Capriccio sinfonico è una delle composizioni giovanili di Giacomo Puccini, realizzate come saggio finale del percorso di studi intrapreso nel 1880 presso il Conservatorio di Milano. Fu eseguito per la prima volta il 14 luglio del 1883, diretto da Franco Faccio, nome di prestigio della scena musicale dell'epoca. L'opera venne diretta da Faccio anche il 16 luglio 1883, sempre presso il Regio Conservatorio di Musica di Milano, e successivamente il 6 luglio e il 26 ottobre 1884 a Torino.
Il Capriccio sinfonico fu la seconda composizione pubblicata da Giacomo Puccini; venne pubblicata come riduzione per pianoforte a quattro mani e uscì con una dedica al principe Carlo Poniatowski (1808–1887), un nobile mecenate fiorentino di origine toscana, polacca e austriaca.
Nel marzo del 1893, Puccini intervenne sul manoscritto autografo originale per operare una revisione dettagliata della composizione; la nuova versione venne rappresentata a Venezia il 19 aprile 1893, diretta da Pier Adolfo Tirindelli, direttore del Conservatorio di Venezia. Questa rappresentazione venne accolta in modo controverso dalla critica.

## Composizione
Il Capriccio sinfonico si articola in un Andante moderato e in un Allegro vivace, che costituisce il nucleo centrale della composizione. L'allegro vivace verrà ripreso dal compositore nel tema di apertura della Bohème, opera del 1895. Inoltre, due soggetti della sezione lenta del Capriccio furono utilizzati nella musica funebre di Edgar (1888) e vi sono dei rimandi anche in Le Villi (1883).

## Accoglienza e critica
La composizione ebbe da subito un grande successo e venne accolta in modo favorevole dalla critica. Sulla rivista La Perseveranza del 15 luglio 1883, il celebre critico Filippo Filippi scrisse una recensione molto positiva su Puccini e la sua composizione. "Nel suo Capriccio sinfonico c'è tanta di questa roba, come ben pochi ne hanno tra i compositori più consumati nelle prove d'orchestra e dei concerti [...] Non ci sono né incertezze, né cincischi, e il giovane autore, preso l'aire, non si smarrisce, non va fuori dal seminato. Le idee sono chiare, robuste, efficacissime, sostenute da molta verità, da molta arditezza d'armonia".